# Hiro Yūki
Hiro Yūki (優希 比呂, Yūki Hiro), né Teruhisa Tsuyusaki (露崎 照久, Tsuyusaki Teruhisa) le 13 février 1965 à Tōkyō, est un seiyū.

## Rôles
- Dragon Ball Z : Shapner, Dendé
- Dragon Ball Z : L'Attaque du dragon : Tapion
- Fire Emblem Heroes : Midir
- South Park : Stan Marsh